# Sharon Olds
Sharon Olds   (San Francisco, 19 de novembre de 1942) és una escriptora i poeta estatunidenca de llengua anglesa i autora de vuit llibres de poesia.

## Biografia
Sharon Olds va néixer el 1942 a San Francisco (Califòrnia). Va créixer, en les seves pròpies paraules, com una "calvinista maleïda". Després de graduar-se de la Universitat Stanford va fer el seu doctorat en la Universitat de Colúmbia. Guardonada amb premis com The San Francisco Poetry Center Award, el Lamont, el The National Books Critics Circle Award i el T. S. Eliot, actualment imparteix classes de creació literària a la Universitat de Nova York.

## Poesia
En el seu llibre, The Wellspring (1996), es detecta l'ús d'un llenguatge cru i atrevit per descriure imatges en les quals  conviu la violència política i domèstica amb la crua sexualitat de les relacions de parella. Una ressenya per a The New York Times aclama la poesia de Olds des d'aquesta perspectiva: "Like Whitman, Ms. Olds sings the body in celebration of a power stronger than political oppression." ("Com Whitman, Mr. Olds canta el cos com a celebració d'un poder més fort que l'opressió política")
El seu primer volum de poemes, Satan diu (1980), va rebre el Guardó inaugural del Premi de Poesia de San Francisco. Els poemes analitzen amb gran intensitat temes personals amb un to indestructible representant el que Alice Ostriker descriu com una "erotics of family love and pain."(28) ("eròtica de família, amor i dolor"). El segon volum de Sharon Olds, Els morts i els vius, va guanyar el Lamont Poetry i el National Book Critics Circle Award. Més tard, Olds ha publicat The Gold Cell, (1987) The Father, (1992), The Wellspring, (1996), Blood, Tin, Straw, (1999), and The Unswept Room, (2002). El pare, una sèrie de poemes elegíacs a la mort del seu progenitor, motivada per càncer, va ser proposada per al T. S. Eliot Prize i finalista del The National Book Critics’ Circle Award. En paraules de Michael Ondaatje, els seus poemes són "pure fire in the hands" (foc pur a les mans). L'obra d'Olds ha estat seleccionada en més de cent antologies de poesia i recollida en diferents manuals de literatura. El seu poemes han estat traduïts a set idiomes. Va ser poeta llorejada de l'Estat de Nova York entre 1998-2000. Sharon Olds és considerada una de les millors poetes vives de la nostra època. "I Go Back to May 1937", va ser recitat en la pel·lícula Into the Wild per a il·luminar la disfunció familiar del personatge principal. És també autora del poema Bread  i guanyadora del Premi Pulitzer pel volum de poemes "Stag´s Leap" (El salt del cérvol, Alfred A. Knopf, 2012.), una valent acte-vivisecció del divorci de la poeta, que no eludeix la pròpia responsabilitat en el seu matrimoni. La versió espanyola d'aquest llibre és del Premi Cervantes 2019 Joan Margarit.

## Carta a Laura Bush
L'any 2005, la primera dama Laura Bush va convidar Olds al Festival Nacional del Llibre a Washington, D.C. Olds va escriure a Laura Bush una carta oberta publicada el 10 d'octubre del 2005, on Olds li diu a Bush:
| « | Moltíssims nord-americans que van sentir orgull pel nostre país, ara senten angoixa i vergonya, per aquest règim vigent de sang, ferides i foc. Penso en el lli net de la taula, els ganivets brillants i les flames de les espelmes, i no podria pair-ho. | » |

## Obra

### En anglès
- Satan Says (1980)
- The One Girl at the Boys' Party (1983)
- The Dead and the Living (1984)
- The Victims
- The Gold Cell (1987)
- The Father (1992)
- The Wellspring (1996)
- Blood, Tin, Straw (1999)
- The Unswept Room (2002)
- Strike Sparks (antologia, 2004)
- Stag´s Leap (2012)  (Premi Pulitzer, 2013)